# Luv
Luv é o nono álbum de estúdio da banda japonesa de rock Luna Sea, lançado em 20 de dezembro de 2017 pela Universal Music Group. 

## Visão geral
Em seu show de 5 de maio de 2017 no Nippon Budokan, Luna Sea anunciou que um novo álbum, até então sem título, seria lançado neste ano. Ryuichi completou dizendo que o tema do álbum é "amor" (love). A capa foi criada pelo artista gráfico YOSHIROTTEN. A turnê The Luv -World Left Behind- com dezoito datas do álbum estava marcada para começar com dois shows em 27 e 28 de janeiro de 2018 no Mori no Hall 21 em Chiba, mas esses shows foram remarcados para 23 e 24 de maio devido a Sugizo ter contraído gripe. Ela começou em 3 de fevereiro.
Três edições limitadas de Luv foram lançadas. A edição limitada normal incluiu com um DVD com os videoclipes de "Limit" e "Hold You Down". Uma edição limitada aos membros do fã-clube da banda, Slave, veio com um álbum ao vivo de seu show em 29 de maio de 2017 e um DVD ou Blu-ray de seu show em 24 de setembro de 2016, além de um álbum de fotos e outros produtos. O terceiro foi vendido apenas em seus shows de 23 e 24 de dezembro de 2017 no Saitama Super Arena e incluiu um álbum ao vivo gravado no mesmo local no ano anterior em 23 e 24 de dezembro de 2016.
Luv e outros sete álbuns da banda foram relançados em formato de vinil em 29 de maio de 2019.

## Composição
A faixa de abertura "Hold You Down" foi composta originalmente por Inoran, que a comparou a "Absorb", presente no A Will. Maki Ohguro fornece vocais de apoio em "Chikaibumi", "The Luv" e "Black and Blue".
"Piece of a Broken Heart" e "So Sad" foram compostas originalmente por Ryuichi com arranjos de Sugizo.
"Ride the Beat, Ride the Dream" é a primeira faixa instrumental de Luna Sea, composta originalmente por Inoran. "Black and Blue" foi temporariamente intitulado "Persian Cat" (ペルシャ猫, Perusha Neko) inspirado no filme No One Knows About Persian Cats, que inspirou muito Sugizo, o compositor da canção.
"Thousand Years" também foi composta por Inoran. "Chikaibumi", "Yamibi", "The Luv" foram compostas por Sugizo. "Brand New Days" foi composta por J.

## Recepção
Alcançou a quarta posição nas paradas da Oricon Albums Chart e na Billboard Japan.

## Faixas
| N.º            | Título                          | Música         | Duração |  |
| 1.             | "Hold You Down"                 | Inoran         | 4:21    |  |
| 2.             | "Brand New Days"                | J              | 3:41    |  |
| 3.             | "Chikaibumi" (誓い文)           | Sugizo         | 4:55    |  |
| 4.             | "Piece of a Broken Heart"       |                | 6:27    |  |
| 5.             | "The Luv"                       | Sugizo         | 5:01    |  |
| 6.             | "Miss Moonlight"                |                | 4:51    |  |
| 7.             | "Yamibi" (闇火)                 | Sugizo         | 6:10    |  |
| 8.             | "Ride the Beat, Ride the Dream" | Inoran         | 5:32    |  |
| 9.             | "Thousand Years"                | Inoran         | 4:45    |  |
| 10.            | "Limit"                         |                | 3:45    |  |
| 11.            | "So Sad"                        |                | 5:01    |  |
| 12.            | "Black and Blue"                | Sugizo         | 6:16    |  |
| Duração total: | Duração total:                  | Duração total: | 60:45   |  |

## Ficha técnica

### Luna Sea
- Ryuichi - vocal principal
- Sugizo - guitarra, violino
- Inoran - guitarra
- J - baixo
- Shinya Yamada - bateria

### Músicos adicionais
- Maki Ohguro - vocais de apoio em "Chikaibumi", "The Luv" e "Black and Blue"